# Ben Joosten
Ben Joosten (Rotterdam, 11 maart 1931 – Dodewaard, 26 oktober 2013) was een Nederlands bronsgieter, beeldhouwer en graficus. Hij was van 1957 tot 1971 medefirmant van de Bronsgieterij A Cire Perdue Fa. M.N.R. Joosten.

## Levensloop en werk
Ben Joosten was de eerste zoon van een kinderrijk gezin van wagenmaker Egbert Joosten en Johanna Kuiper. Het gezin komt in 1952 in Velp naast de bronsgieterij van Dick Grosman te wonen. Terwijl Ben Joosten als administrateur op een Arnhemse scheepswerf werkt, gaat zijn jaar jongere broer Mart Joosten in de beeldengieterij van Grosman in de leer.
Als Grosman in 1957 zijn gieterij wil opheffen, richten beide broers hun eigen bronsgieterij op: de in de Arnhemse Kerkstraat gevestigde Bronsgieterij A Cire Perdue Fa. M.N.R. Joosten. Dat bedrijf verhuist in 1959 naar de Smitsweg te Soest. Daar groeit het uit tot de meest toonaangevende en innovatieve bronsgieterij die het a-cire-perdue procedé toepast, en waar die techniek tot op grote hoogte wordt ontwikkeld.
Hier is een belangrijk deel van de Nederlandse beeldhouwkunst uit de jaren zestig gegoten. Nederlandse kunstenaars als Mari Andriessen, Eric Claus, Wessel Couzijn, Lotti van der Gaag, Carel Kneulman, Charlotte van Pallandt, Pearl Perlmuter hebben hier hun werk laten gieten. Naast Ben en Mart Joosten werken hier ook hun broers Roel, Egbert en Herman en hun zwagers Gerard de Groot en Theo van Schie in de gieterij mee.
Na zijn huwelijk met Emmy Eerdmans in 1963 ontwikkelt Joosten zich in Soest ook als graficus en organisator van kunstexposities.
In 1971 moet de gieterij op last van de gemeente sluiten. Ben en Emmy Joosten vestigen zich in 1974 in een voormalig schoolgebouw aan de Waalbandijk te Dodewaard. Hier richt Joosten zich volledig op de monumentale drukkunst met oude houten letters. Hij reist veelvuldig naar Zimbabwe om daar aan kunstenaars les in bronsgieten te geven. Hun werk brengt hij naar Wageningen, waar hij als directeur van het Centrum voor kunstzinnige vorming ook medeorganisator is van de reeks beeldenexposities die vanaf 1976 onder de noemer Beelden op de Berg in Wageningen zijn gehouden. Het atelier-woongebouw in Dodewaard is tevens Galerie Strang, met een grote collectie kunst uit Zimbabwe.

## Publicaties en boekuitgaven (selectie)
- Ben Joosten en Jan Spekman; Sculptors of Zimbabwe, uitg. Galerie de Strang, 2001

- Bibliothèque nationale de France: cb16741421b (data)
- International Standard Name Identifier: 0000 0003 9040 2486
- RKD-Nederlands Instituut voor Kunstgeschiedenis: 42852
- Virtual International Authority File: 283981752